# Трећа криза у Тајванском мореузу
Трећа криза у Тајванском мореузу, такође позната и под именима криза у Тајванском мореузу 1995–1996 или криза у Тајванском мореузу 1996, била је последица низа ракетних тестова које је спровела Народна Република Кина у водама које окружују Тајван, укључујући Тајвански мореуз, а трајал је од 21. јула 1995. до 23. марта 1996. године. Први сет пројектила испаљених средином до краја 1995. наводно је имао за циљ да пошаље снажан сигнал влади Републике Кине под председником Ли Тенг-хујем, за којег је влада НР Кине протумачила да се „удаљава своју спољну политику од политике једне Кине“. Други сет пројектила испаљен је почетком 1996. године, наводно са намером да застраши тајванско бирачко тело уочи председничких избора 1996. године.